# سكان أذربيجان
سكان أذربيجان أو ديموغرافيا أذربيجان هم مجموع السكان البالغ حوالي 8 ملايين شخص في أبريل 2006، كان هناك 4,380,000 من سكان المدن (حوالي 51%) بينما شكل سكان المناطق الريفية 4,060,000(49%). كما أن 51% من مجموع السكان إناث. بلغت نسبة الجنس لمجموع السكان في تلك السنة 0.94 ذكر لكل أنثى.
بلغ معدل النمو السكاني لعام 2006 نحو 0.66% مقارنة مع 1.14% في جميع أنحاء العالم. أحد أهم العوامل المساهمة في تقييد النمو السكاني هو المستوى العالي من الهجرة. ما يصل إلى 3 ملايين أذربيجاني والعديد منهم عمال ضيوف يعيشون في روسيا. في عام 2006 شهدت أذربيجان هجرة -4.38 / 1000 شخص. كما يوجد نحو 800,000 من اللاجئين والمشردين داخلياً، حيث تمتلك أذربيجان أكبر عدد من المشردين داخلياً في المنطقة، واعتبارا من عام 2006 أعلى نسبة لعدد المشردين داخلياً للفرد في العالم.
كانت أعلى معدلات المراضة في عام 2005 من أمراض الجهاز التنفسي (806.9 مريض من كل 10,000 من مجموع السكان). في عام 2005، لوحظ أن أعلى معدلات المراضة بين الأمراض المعدية والطفيلية هي بين الإنفلونزا والتهابات الجهاز التنفسي الحادة (4168.2 لكل 100,000 من السكان). في سنة 2007 قدر مأمول العمر عند 66 سنة أي 70.7 عاماً للنساء و61.9 للرجال.
التركيبة العرقية الأذربيجانية وفقاً لتعداد السكان 1999 هي: 90.6% من الأذريين و2.2% من الليزيغيين و1.8% من الروس و1.5% من الأرمن (تقريباً كلهم يعيشون في منطقة ناغورني كاراباخ) و1.0% من التاليش (يقول القوميون التاليش أن الأرقام منخفضة للغاية)  و0.6% من الآفار 0.5% من الأتراك و0.4% من التتار و0.4% من الأوكرانيين و0.2% من التساخور و0.2% من الجورجيين و0.13% من الأكراد و0.13% من التات و0.1% من اليهود و0.05% من الأودينيين و0.2% فئات أخرى. غادر البلاد العديد من الروس خلال التسعينات. ووفقاً لتعداد 1989 كان هناك 392,000 من أصل روسي في أذربيجان أو 5.6% من السكان. وفقاً للإحصاءات، عاش حوالي 390,000 من الأرمن في أذربيجان في عام 1989.
على الرغم من أن اللغة الأذرية هي اللغة الأكثر انتشاراً في البلاد كما يتحدث بها نحو ربع سكان إيران، هناك 13 لغة أخرى أصلية في البلاد. بعض هذه اللغات تعيش في مجتمعات صغيرة جداً وبعضها الآخر أكثر حيوية. الأذربيجانية هي لغة تركية تنتمي إلى الأسرة الألطية ومفهومة من التركية. تكتب اللغة حالياً بالأبجدية اللاتينية المعدلة، لكنها كانت تكتب سابقاً (حتى سنة 1929) بالأبجدية العربية، ثم بالأبجدية التركية الموحدة (1929-1939) والأبجدية السيريلية (1939-1991). تعود هذه التبدلات في الأبجدية المستخدمة إلى حد كبير إلى تأثيرات دينية وسياسية.
الإيرانيون الأذريون هم أكبر أقلية في إيران. يقدر كتاب حقائق العالم تعداد الأذريين الإيرانيين بنحو 16 مليون نسمة أو 24% من سكان إيران.

## الدين

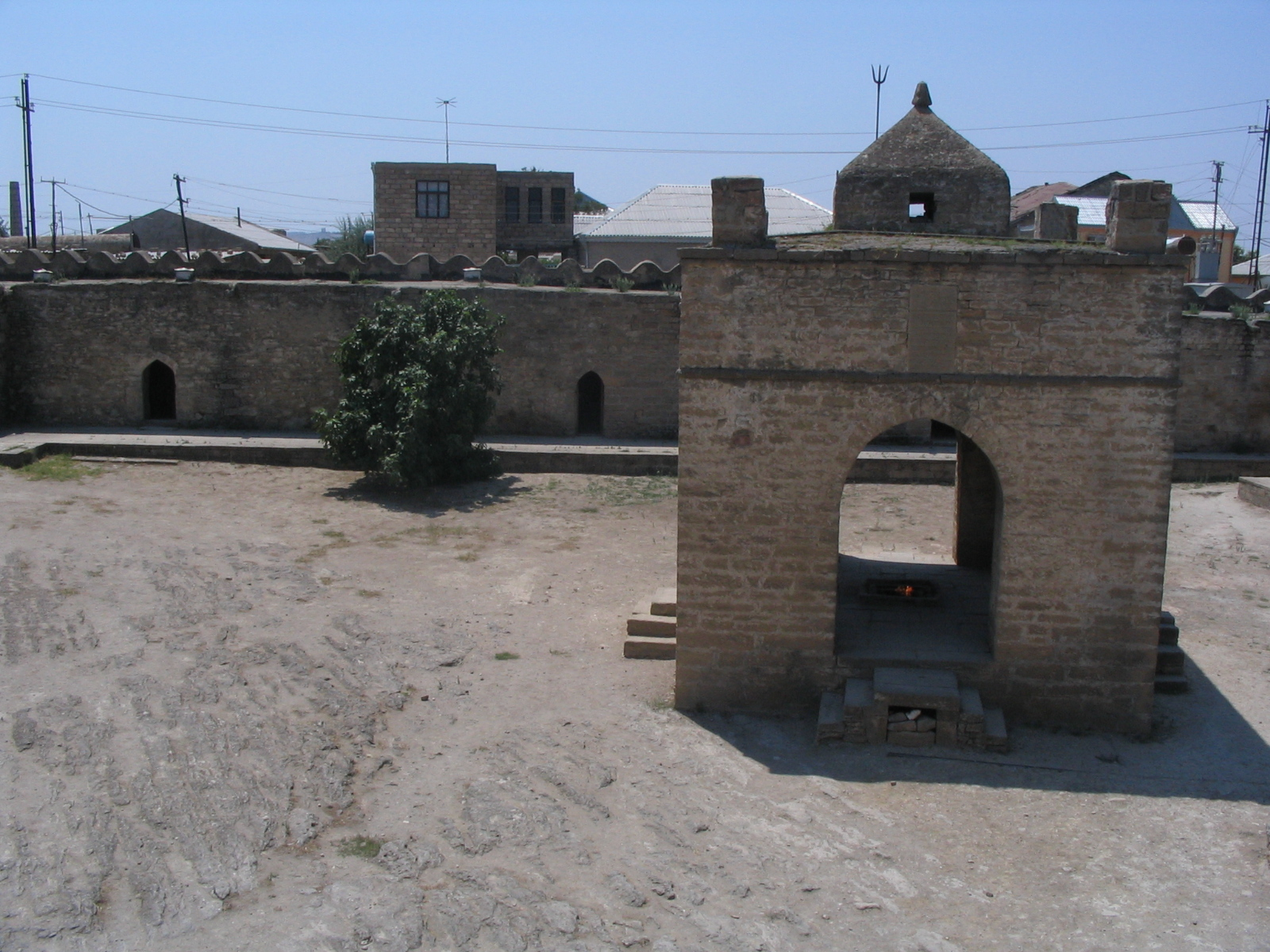
معبد النار في سوراخاني.

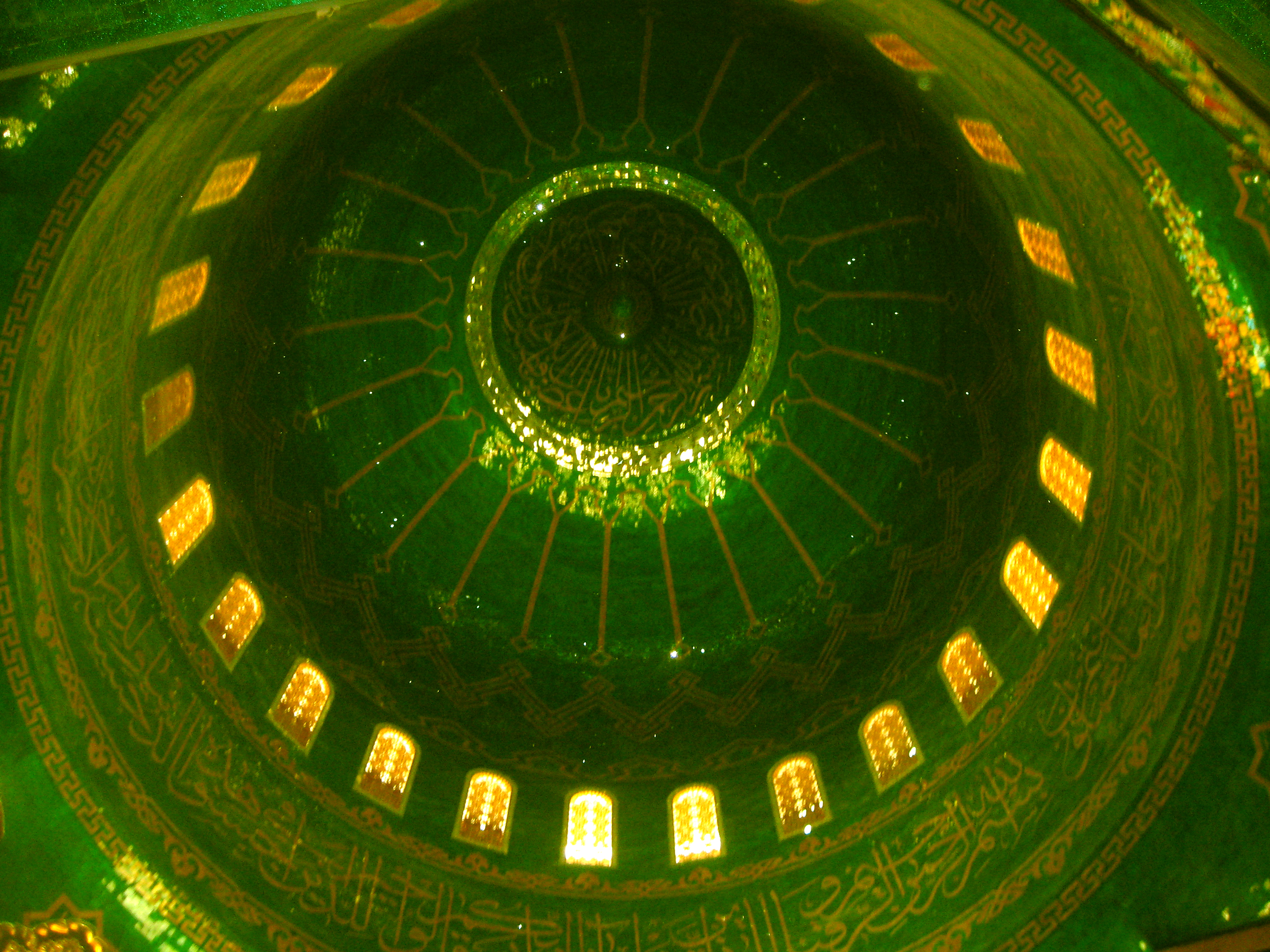
قبة جامع بيبي هيبات من القرن الثالث عشر.

وفقاً لاستطلاعات غالوب الأخيرة فإن أذربيجان هي واحدة من أكثر البلدان غير المتدينة في العالم حيث أن حوالي 50% من أفراد العينة التي شملها الاستطلاع أفادوا إلى عدم وجود أي أهمية للدين في حياتهم. لكن 93% من السكان يعرفون أنفسهم كمسلمين (يتكون سكانها من حوالي 50٪ شيعة و 45٪ سنّة) رغم أن الكثير لا يمارسون العبادات. هناك العديد من الأديان الأخرى بين الجماعات العرقية المختلفة داخل البلد. بموجب المادة 48 من دستورها فإن أذربيجان دولة علمانية، وتضمن الحرية الدينية. تشمل الأقليات الدينية الأخرى المسيحيين حيث يشكلون 3% إلى 4% من السكان، والذين يتبع أغلبهم الكنيسة الروسية الأرثوذكسية والكنيسة الجورجية الرسولية الأرثوذكسية وكنيسة الأرمن الأرثوذكس (تقريباً جميع الأرمن يعيشون في مقاطعة ناغورني قرة باغ).
تنص اجراءات حكومية على أنه يجب على كل الجماعات الدينية، وخاصة الإسلامية منها، تسجيل أسمائها لدى اللجنة الحكومية للعمل مع المنظمات الدينية وأن تنسق معها التعاليم التي تدعو لها. الجمعيات الحقوقية تقول أن الوسائل التي تستخدمها الحكومة في هذه الجهود عنيفة وتجيء في اطار تضييق الخناق على حرية التعبير التي يرى فيها النظام تحديا محتملا له.
أشارت الإحصائيات لعام 2003 على وجود 250 شخص من أتباع المذهب الروماني الكاثوليكي. كما توجد طوائف مسيحية أخرى وفقاً لإحصائيات سنة 2002 منها اللوثريون والمعمدانيون والمولوكانيون. هناك أيضاً اليهود والبهائيون، وهاري كريشنا وشهود يهوه، فضلاً عن اتباع كنيسة نحميا، وكنيسة النجمة الشرقية وكنيسة البركة الكاتدرائية. الزرادشتية لها تاريخ طويل في أذربيجان، ومن مواقعها الهامة معبد النار في باكو، جنباً إلى جنب مع المانوية. تشير التقديرات إلى أن معتنقي الزرادشتية في أذربيجان بحدود 2000 نسمة.

## اللغة
اللغة الرسمية هي الأذربيجانية، التي تنتمي إلى عائلة اللغات التركية، ويتحدث بها في جنوب غرب آسيا، في المقام الأول في أذربيجان، وبين الإيرانيين الأذربيجانيين. الأذربيجانية عضو في فرع أوغوز من اللغات التركية وترتبط ارتباطاً وثيقاً بالكاشكاي والتركية والتركمانية.
تنقسم اللغة الأذربيجانية إلى نوعين، الأذربيجانية الشمالية  والأذربيجانية الجنوبية  وإلى عدد كبير من اللهجات. الخلج التركية  والكاشكاي  والسلجوق  تعدّ من قبل البعض  لغات منفصلة في مجموعة اللغات الأذربيجانية.
خدمت الأذربيجانية بوصفها لغة مشتركة في معظم أنحاء جنوب القوقاز (باستثناء سواحل البحر الأسود) وفي جنوب داغستان  وشرق تركيا وأذربيجان الإيرانية من القرن السادس عشر إلى أوائل القرن العشرين.

## اُنظر أيضًا
- ثقافة أذربيجان.
- الرياضة في أذربيجان.
- تاريخ أذربيجان.